# Софиевка (Херсонский район)
Софиевка (укр. Софіївка) — село, расположенное на берегах Днепро-Бугского лимана и озера Солонец. Относится к Станиславской сельской общине Херсонского района Херсонской области Украины.
Почтовый индекс — 75053. Телефонный код — 5547. Код КОАТУУ — 6520388602.

## Население
Население курорта по переписи 2001 года составляло 536 человек.

### Языковой состав
Родной язык населения по данным переписи 2001 года:
| Язык       | Численность, чел. | Доля     |
| ---------- | ----------------- | -------- |
| Украинский | 476               | 88,81 %  |
| Русский    | 54                | 10,07 %  |
| Другое     | 6                 | 1,12 %   |
| Итого      | 536               | 100,00 % |

## Местный совет
75052, Херсонская обл., Белозёрский р-н, с. Широкая Балка, ул. Центральная, 75